# Маркунас, Антанас Игнатьевич
Антанас Игнатьевич Маркунас (латыш. Antons Markūns, 18 мая 1915, Мажейкяй — 16 мая 1977, Рига) — артист цирка, клоун-ковёрный, выступал под псевдонимом Антонио. Народный артист Латвийской ССР (1970).

## Биография

### Начало выступлений
Родился в 1915 году в многодетной семье, воспитывался без отца. Подростком вынужден был сам зарабатывать на жизнь: был рассыльным в магазине, официантом, слесарем, штамповщиком на заводе.
Начал выступать в 1937 году в передвижном цирке Карлиса Петерсона (одном из наиболее известных подобных цирков Латвии) в образе «рыжего» клоуна. Взял псевдоним «Антонио», поскольку, по его собственным словам, «тогда с русской или латышской фамилией нечего было и думать об успехе на арене». В конце 1930-х годов появлялся в образе «денди», одетого в строгий чёрный костюм (однако с белой майкой и рваными перчатками) — «нечто вроде шаржированного Бони из „Сильвы“». После установления в Латвии Советской власти такой образ стал непонятен публике, поэтому клоун вернулся к более «простонародному» «рыжему».
В первой половине 1940-х годов в качестве «рыжего» клоуна работал в паре со знаменитым «белым» клоуном Роландом (К. Плучсом) (в том числе, вместе с «рыжим» клоуном Коко).

### Антонио и Шлискевич
В 1952 году начал выступать вместе с Алексеем Шлискевичем (1904—1969), исполняя «буффонадные антре, злободневные сатирические сценки, пародии», в связи с чем изменился сценический образ клоуна. Так как Шлискевич усиливал нескладность своей внешности (у него были очень длинные руки и ноги) гротескным костюмом и ярким гримом, облик Антонио — по контрасту — стал менее эксцентричным, в частности исчез рыжий парик. Кроме того, поведение партнёров на арене во многом проистекало из разницы в возрасте: «дуэт их напоминал отношения старшего и младшего братьев. Антонио с восторгом и завистью смотрел на поучающего и опекающего его Шлискевича».
В 1953 году дуэт, выступавший в Рижском цирке, был приглашён в Московский цирк, где входил в состав клоунской группы, получившей название «Семеро весёлых» (участники группы постоянно менялись, однако общее их число составляло семь человек) — в то время участниками группы были А. Юсупов, братья Ширман и др.. Постановщиком программ дуэта был известный режиссёр цирка А. Б. Аронов.
В 1959 году в составе группы советских артистов цирка дуэт с успехом выступал в Болгарии. Однако в том же году в связи с болезнью Алексей Шлискевич прекратил выступления, и дуэт распался.

### Дальнейшие успехи
В 1961—1965 годах стоял во главе Латвийского циркового коллектива (создан в 1955 году). Выступал с более молодыми Андрисом Полкманисом и Александром Слауготнисом, последний считал Антонио своим учителем и отмечал, что многое почерпнул из его рассказов. Отталкиваясь от особенностей партнёров, Антонио пришёл к мягкой манере поведения на арене без использования эксцентрических приёмов (апачей, подножек, обливаний и т. п.), многие его сценки отличались лиризмом, а костюм был нарочито неброским.
«Антонио (А. И. Маркунас) — клоун мягкого дарования. Маленький, рыжий и курносый человечек в черном не по росту костюме и крошечной шляпке успевает за вечер подружиться со зрителями. Маркунас — опытный мастер, владеющий словом. И как славно, что в его поведении на арене нет ни тени кривляния»!
Дочь Алла стала художником.

## Память
В 2015 году цирковой фестиваль «Золотой Карл», организуемый Рижским цирком, учредил премию Антонио, вручаемую лучшим клоунам.